# アイリッシュ・ナショナルスタッド

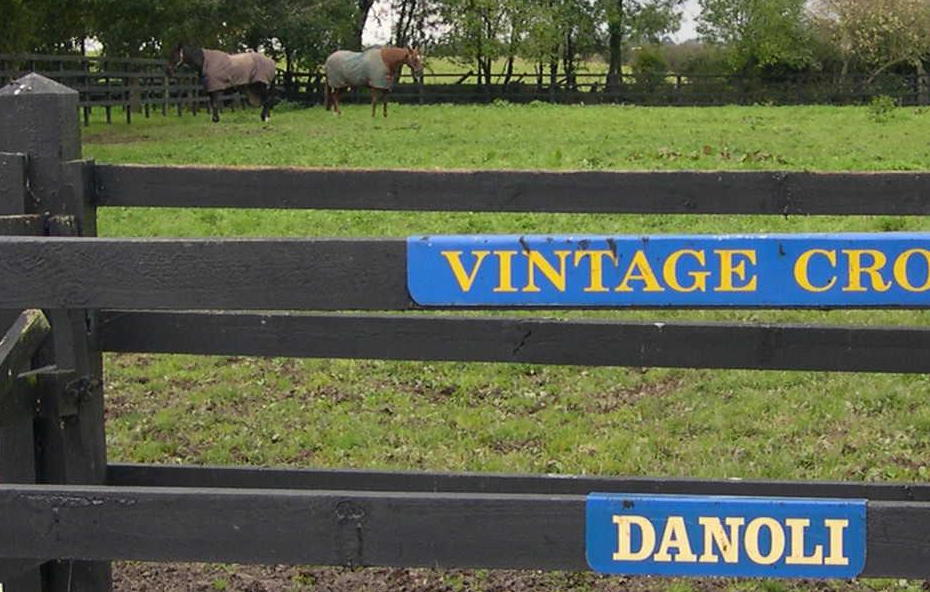
引退生活をしているVintage Crop と Danoli

アイリッシュ・ナショナルスタッド（英: The Irish National Stud）は、アイルランド・キルデア県キルデア近郊のタリー（Tully）にある競走馬（サラブレッド）の生産牧場。
20世紀初頭に個人経営の牧場として発足し、1916年から1943年までは英国のナショナルスタッドであった。現在牧場を経営するアイリッシュ・ナショナルスタッド株式会社（アイルランド語: Colucht Groighe Naisiunta na hÉireann Teo、英: The Irish National Stud Co. Ltd）はアイルランド政府所有の企業である。また、この牧場は20世紀初頭につくられた日本庭園でも知られている。

## 沿革
富裕な醸造家に生まれたウィリアム・ホール・ウォーカー（のちにウェーバーツリー卿） (William Walker, 1st Baron Wavertree) は、1900年にこの地を購入し、スタッドファーム（種馬飼育場）「タリー牧場」を建設した。1906年から1910年にかけて、ウォーカーと日本人庭師タッサ・イイダ（Tassa Eida）、タッサの息子のミノル（Minoru）によって、日本庭園が設計された。このタッサ・イイダとは、それまで骨董商としてロンドンに居住していた飯田三郎で、ミノルとはその息子の飯田実のことである。
1906年にこの牧場で生まれた「ミノル」の名は、庭師のイイダ・ミノルにちなむものであると、スタッドの公式サイトでは記していた（現在はリンク切れ）。競走馬のミノルは国王エドワード7世に貸し出され、1909年にダービーステークスを制するなどの活躍を見せた。
1915年、ウィリアム・ホール・ウォーカーはこの地を離れることとなり、タリーにある牧場とサラブレッドを英国政府に寄贈し、1916年にナショナルスタッドとなった。
1943年、タリーの牧場の資産はアイルランド政府の所有となった。1945年に制定されたアイルランドのナショナルスタッド法によって、1946年4月11日に公式にアイリッシュ・ナショナルスタッド会社が発足した。

## 運営
アイリッシュ・ナショナルスタッド株式会社の株は、理事に提供される名目的な株を除いて、すべてアイルランド財務省が所有している。理事長も含め理事会メンバーは、農業大臣によって指名される。
著名な競走馬のブリーダーであるChryss Goulandrisも、1998年から理事を務めている。

## 主な生産馬・繋養馬

### 種牡馬
- Elusive Pimpernel
- Equiano
- Lucky vega
- Nando parrado
- Phoenix of spain
- Shouldvebeenaring

### 過去の繋養馬
- Royal Charger（死亡）
- アラムシャー（2006年～2007年、JBBAへ）
- Celtic Swing
- Desert Prince（1999年～）
- ピルサドスキー（2003年～）
- Indian Haven（2009年～）
- Amadeus Wolf（2008年～）
- Jeremy（2009年～）
- Verglas（2009年～）
- Art Connoisseur（2010年～）
- Lord Shanakill（2011年～）
- Big Bad Bob
- Dragon Pulse
- Famous Name
- Worthadd
- Gale Force Ten
- Palavicini
- Invincible Spirit（2003年～）
- デコレーテッドナイト
- Free Eagle

## 付属施設

### 日本庭園

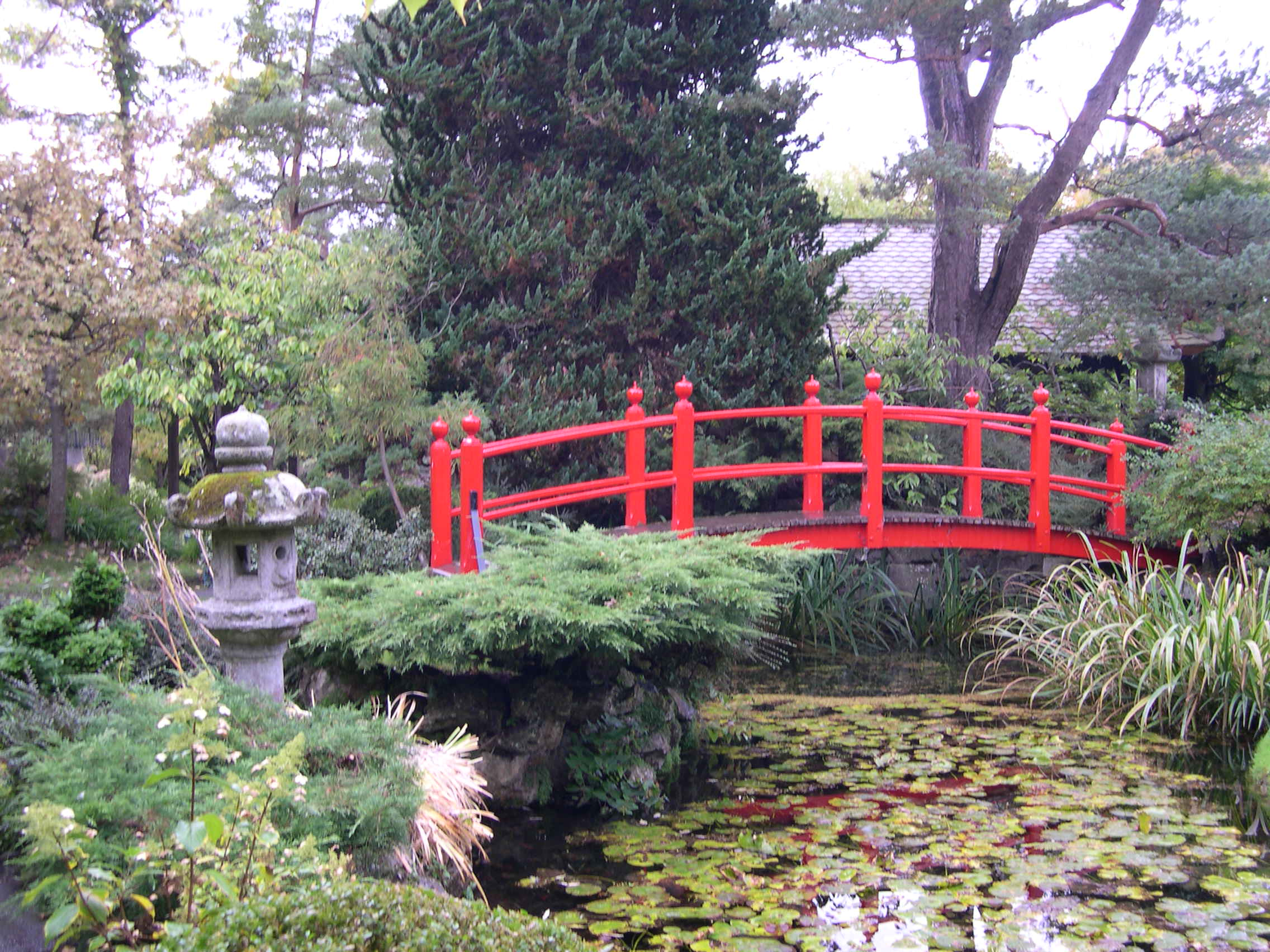
日本庭園

日本庭園は1906年から1910年にかけて造営された。「人の一生」をテーマにしたものとなっている。飯田三郎と妻、2人の息子である実とカイジ（Kaiji）は、敷地内のCurragh House（現在は見習い騎手の教育センター）に暮らしていた。1911年、飯田三郎とその家族はウォーカーのもとで別の庭園を造るためにロンドンに引っ越したが、三郎はその年に亡くなり、息子のミノルこと飯田実は、英国人と結婚してロンドンで技術者として暮らしたという。
日本庭園は、ウィリアム・ウォーカーの手を離れて英国のナショナルスタッドになって以降、忘れられた存在となった。再び庭園監督が付くようになったのは、1946年にアイリッシュ・ナショナルスタッド会社が設立してからである。
1980年代、飯田実の子のブライアン（Brian）は旅行者としてこの庭園を訪れ、これを契機として祖父の仕事を継ぐこととなった。

### 聖フィアクル庭園

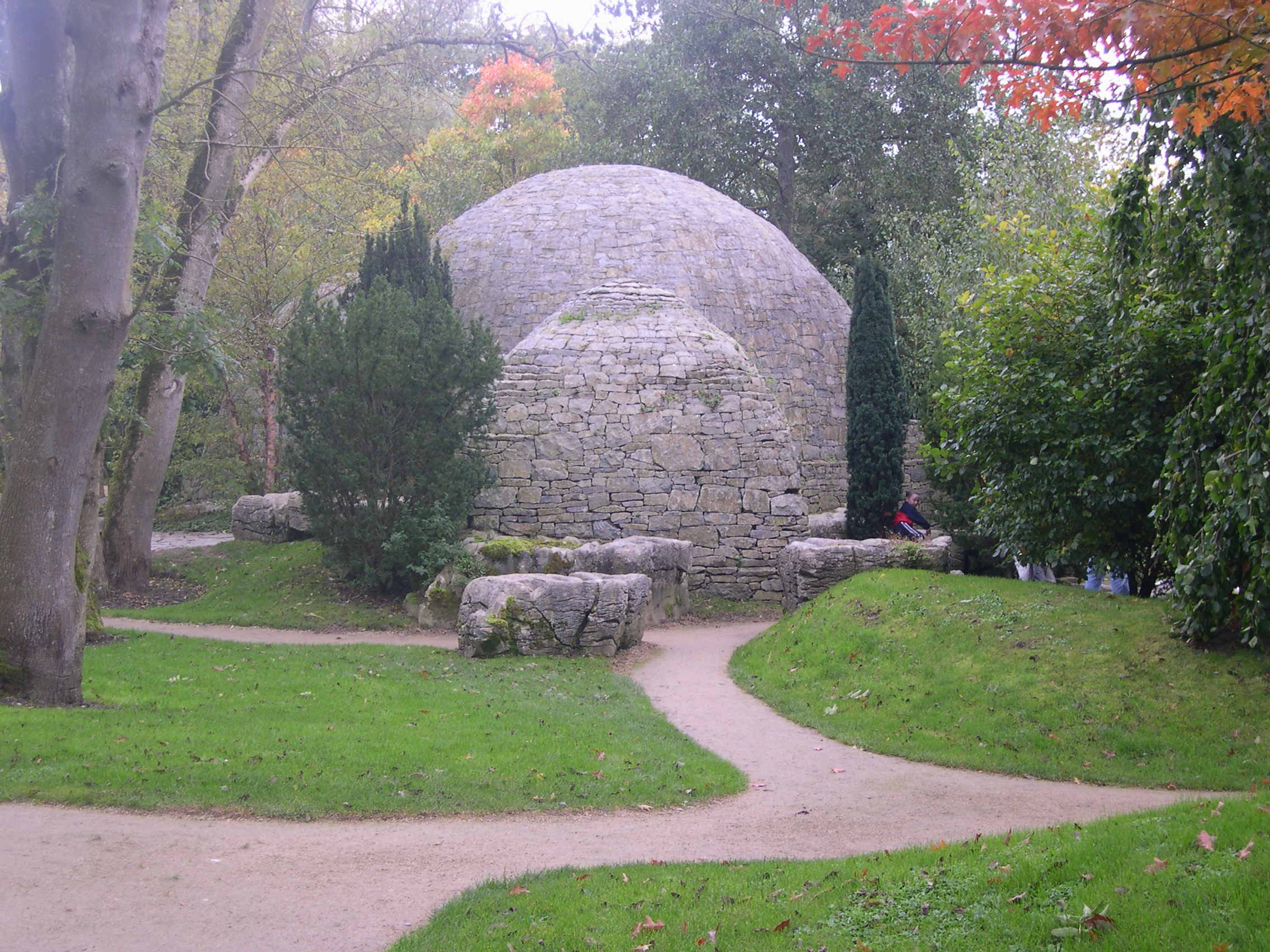
St. Fiachra's Garden

聖フィアクル庭園（St Fiachra's Garden）は、1999年に牧場の100周年を記念して制作された。庭師の守護聖人である聖フィアクル（7世紀、アイルランド出身の人物）を記念したものである。

### 馬事博物館
馬事博物館（The Horse Museum）が併設されている。ここでは、1960年代に障害競走で活躍したアークル（1957年 - 1970年）の骨格標本が展示されている。

## ギャラリー

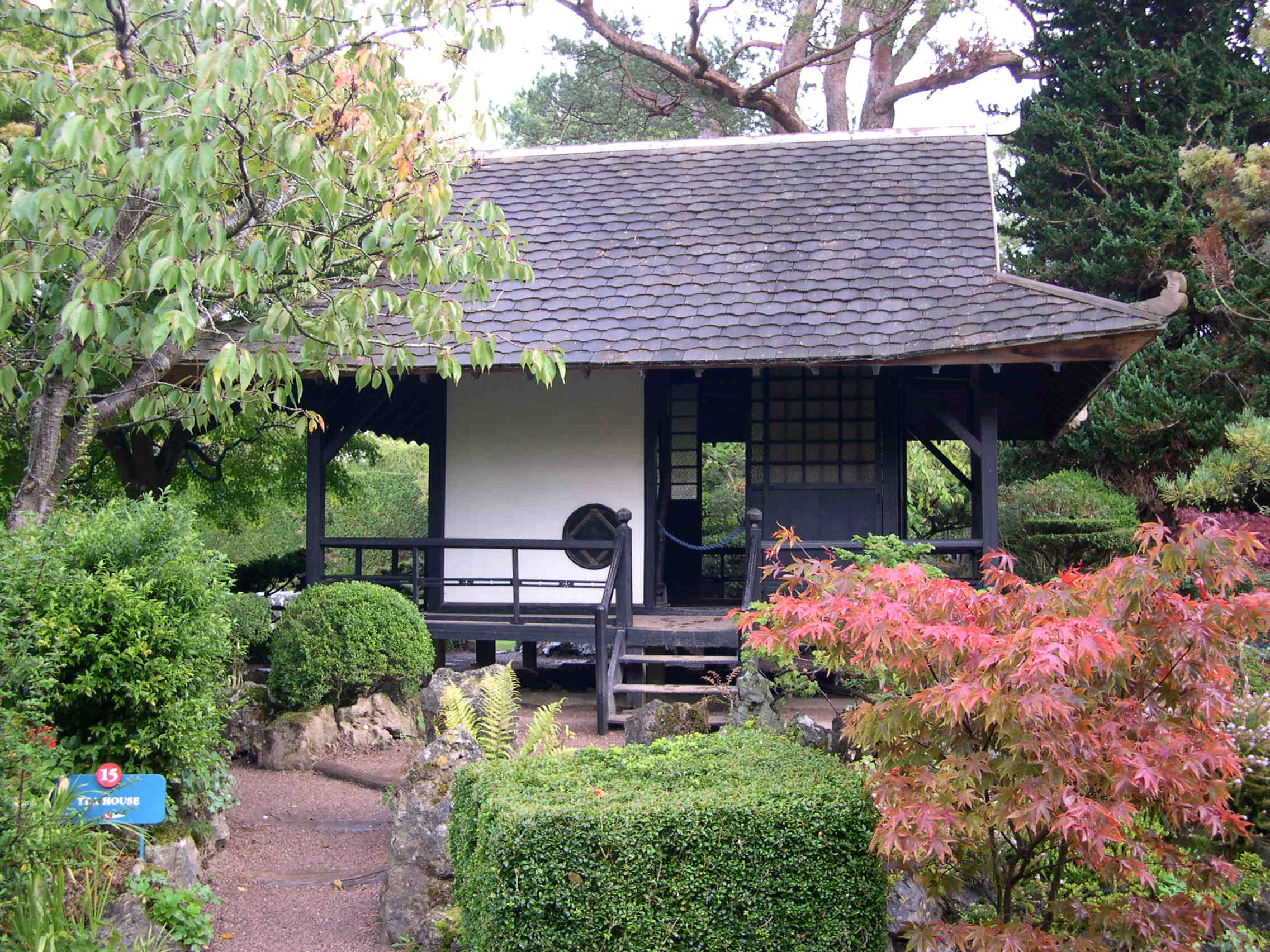
茶室
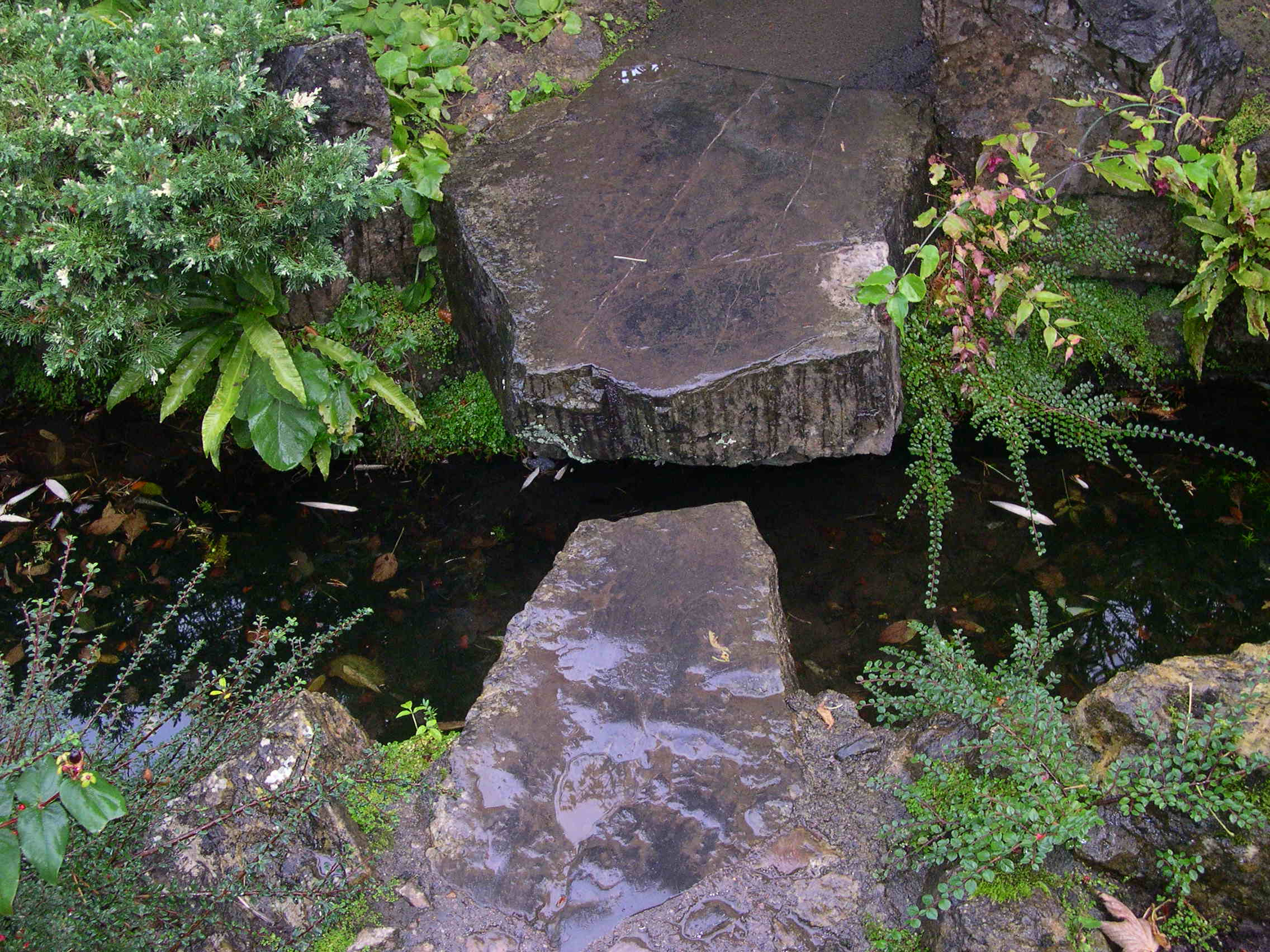
日本庭園の飛び石（Stepping stones）
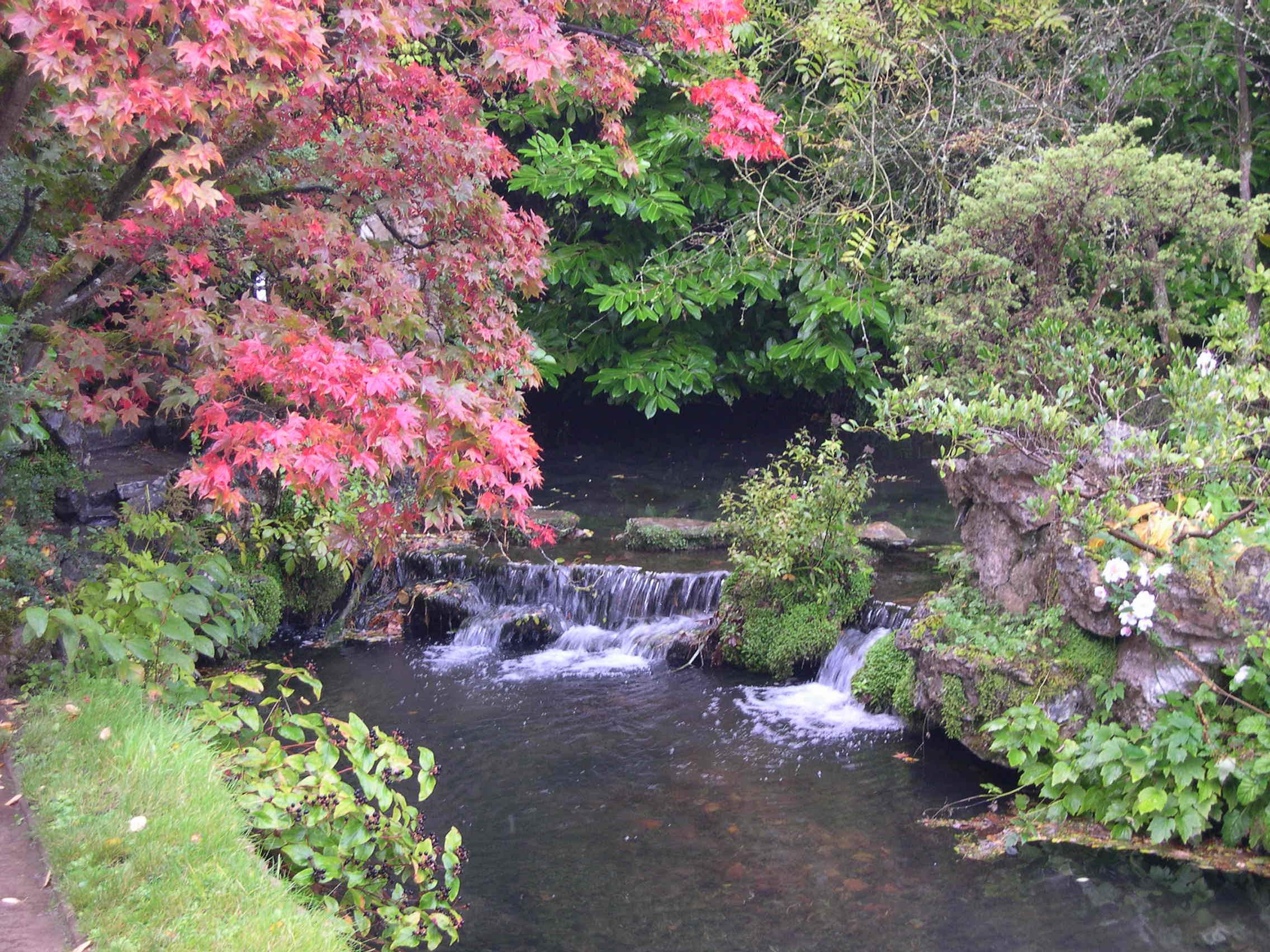
日本庭園の滝